# Карло Морнаті
Карло Морнаті  (італ. Carlo Mornati, 16 березня 1972) — італійський веслувальник, олімпійський медаліст.

## Виступи на Олімпіадах
| Олімпіада    | Дисципліна                        | Місце |
| ------------ | --------------------------------- | ----- |
| Атланта 1996 | четвірка розстібна без стернового | 6     |
| Сідней 2000  | четвірка розстібна без стернового | 2     |
| Афіни 2004   | вісімка розстібна зі стерновим    | 7     |
| Пекін 2008   | четвірка розстібна без стернового | 11    |